# Micropeza peruana
Micropeza peruana är en tvåvingeart som först beskrevs av Willi Hennig 1936.  Micropeza peruana ingår i släktet Micropeza och familjen skridflugor. Inga underarter finns listade i Catalogue of Life.